# Maniola limonias
Maniola limonias är en fjärilsart som beskrevs av Philippi 1860. Maniola limonias ingår i släktet Maniola och familjen praktfjärilar. Inga underarter finns listade i Catalogue of Life.